# 黑尾湯鯉
黑尾湯鯉（學名：Kuhlia xenura）為輻鰭魚綱鱸形目鱸亞目湯鯉科的其中一種，分布於中東太平洋夏威夷群島海域、半鹹水域，深度1-22公尺，本魚體橢圓而側扁，眼大，下頷突出，體色銀色，尾鰭暗褐色至黑色，背鰭硬棘10枚；背鰭軟條11-12枚；臀鰭硬棘3枚；臀鰭軟條10-11枚，體長可達18.1公分，棲息在迴水區、潮池或河口區底中層水域，生活習性不明。